# Nati nel 1938/Giugno
| Questa pagina contiene informazioni ricavate automaticamente dalle voci biografiche con l'ausilio del template Bio e di un bot. L'aggiornamento è periodico e automatico e ricostruisce completamente la pagina. Se manca una persona in questa lista, sei pregato di non aggiungerla, ma accertati piuttosto che la sua voce biografica contenga il template Bio e che i dati anagrafici siano correttamente compilati. Se il template Bio manca, inseriscilo tu stesso o, in alternativa, metti l'avviso {{tmp\|Bio}} che ne segnala la mancanza. Se i dati riportati sono sbagliati, correggi direttamente la voce biografica; le modifiche saranno visibili in questa lista entro pochi giorni. Per chiarimenti vedi il progetto biografie. La lista contiene solo le 173 persone che sono citate nell'enciclopedia e per le quali è stato implementato correttamente il template Bio. Pagina aggiornata al 26 lug 2025. |

- 1º giugno - Carlo Caffarra, cardinale e arcivescovo cattolico italiano († 2017)
- 1º giugno - Paolo Carbone, giornalista e conduttore radiofonico italiano († 2007)
- 2 giugno - Crandell Addington, giocatore di poker, imprenditore e dirigente d'azienda statunitense († 2024)
- 2 giugno - Kevin Brownlow, regista britannico
- 2 giugno - Clifton Cushman, ostacolista statunitense († 1966)
- 2 giugno - Ron Ely, attore e scrittore statunitense († 2024)
- 2 giugno - Edda Göring, funzionaria tedesca († 2018)
- 2 giugno - Piero Ottaviano, presbitero italiano († 2005)
- 2 giugno - Marzia Ubaldi, attrice e doppiatrice italiana († 2023)
- 2 giugno - Désirée di Svezia, principessa svedese
- 3 giugno - Ugo Simoni, ex tiratore a segno italiano
- 4 giugno - André Ascensio, calciatore francese († 2017)
- 4 giugno - Umberto Calzolari, giocatore di baseball e dirigente sportivo italiano († 2018)
- 4 giugno - Jouni Kailajärvi, sollevatore finlandese († 2003)
- 4 giugno - Fred Osam-Duodu, allenatore di calcio ghanese († 2016)
- 4 giugno - Martha Overbeck, attrice brasiliana
- 4 giugno - Jerzy Piskun, cestista polacco († 2018)
- 4 giugno - Benedetto Santapaola, mafioso italiano
- 4 giugno - Kazimieras Zdanavičius, astronomo lituano
- 5 giugno - Alberto Baldan Bembo, polistrumentista, arrangiatore e compositore italiano († 2017)
- 5 giugno - Karin Balzer, ostacolista tedesca († 2019)
- 5 giugno - Massimo Belardinelli, fumettista italiano († 2007)
- 5 giugno - Bernard Brochand, politico francese († 2025)
- 5 giugno - Francesco De Lorenzo, biochimico e politico italiano
- 5 giugno - Alberto Diego, ex calciatore argentino
- 5 giugno - Franco Federici, basso italiano († 2013)
- 5 giugno - David Koloane, artista e gallerista sudafricano († 2019)
- 5 giugno - Co Prins, calciatore e allenatore di calcio olandese († 1987)
- 5 giugno - Christiane Vlassi, ex ballerina francese
- 5 giugno - Josselin de Rohan, nobile e politico francese
- 6 giugno - Giuseppe Bartolini, pittore italiano
- 6 giugno - Emiliano Giancristofaro, etnologo e saggista italiano († 2022)
- 6 giugno - Billy Martin, giocatore di football americano statunitense († 1976)
- 6 giugno - Clelia d'Onofrio, giornalista, scrittrice e personaggio televisivo italiano
- 6 giugno - Alvaro Pompili, mafioso italiano
- 6 giugno - Elena Sedlak, ballerina, coreografa e attrice italiana († 2024)
- 7 giugno - Ann Beach, attrice britannica († 2017)
- 7 giugno - Howie Carl, cestista statunitense († 2005)
- 7 giugno - Edwin Mellor Southern, biologo britannico
- 7 giugno - Ian St. John, calciatore e allenatore di calcio scozzese († 2021)
- 7 giugno - Armando Tobar, calciatore cileno († 2016)
- 8 giugno - Angelo Amato, cardinale e arcivescovo cattolico italiano († 2024)
- 8 giugno - Roger Bobo, suonatore di tuba e direttore d'orchestra statunitense († 2023)
- 8 giugno - Martin Lee, politico hongkonghese
- 8 giugno - Yasukuni Ōshima, ex cestista giapponese
- 8 giugno - Robby Scodnik, architetto e designer italiano († 2010)
- 9 giugno - Pier Paolo Capponi, attore italiano († 2018)
- 9 giugno - Antonio Fischetti, politico italiano († 1994)
- 9 giugno - Vito Florio, calciatore italiano († 2018)
- 9 giugno - Charles Gwathmey, architetto statunitense († 2009)
- 9 giugno - Tomislav Knez, ex calciatore jugoslavo
- 9 giugno - Piergiorgio Maoloni, grafico italiano († 2005)
- 9 giugno - Piero Muscolino, ingegnere, saggista e storico italiano († 2013)
- 9 giugno - Luigi Ossola, calciatore, cestista e dirigente sportivo italiano († 2018)
- 9 giugno - Lorenzo Saccomani, baritono italiano († 2023)
- 9 giugno - Charles Wuorinen, compositore statunitense († 2020)
- 10 giugno - Justo Bonetto, cestista italiano († 2019)
- 10 giugno - Phil Edwards, surfista statunitense
- 10 giugno - Rob Krier, architetto, urbanista e scultore lussemburghese († 2023)
- 10 giugno - Joe McBride, calciatore scozzese († 2012)
- 10 giugno - Ulf J. Söhmisch, attore e doppiatore tedesco († 2016)
- 10 giugno - Violetta Villas, cantante polacca († 2011)
- 11 giugno - Bobby Laverick, allenatore di calcio e ex calciatore inglese
- 12 giugno - Jean-Marie Doré, politico guineano († 2016)
- 12 giugno - Carlos Garaikoetxea, politico, avvocato e economista spagnolo
- 12 giugno - Al'bert Makašov, generale e politico russo
- 12 giugno - Jerta Schir, ex sciatrice alpina italiana
- 12 giugno - Carlo Tassi, politico italiano († 1994)
- 13 giugno - Elo Havetta, regista slovacco († 1975)
- 13 giugno - Paolo Tomelleri, sassofonista e clarinettista italiano
- 13 giugno - Tony Vilar, cantante italiano († 2020)
- 14 giugno - Roberto Antonelli, attore italiano
- 14 giugno - Julie Felix, cantautrice e chitarrista statunitense († 2020)
- 14 giugno - Ewald Kooiman, organista olandese († 2009)
- 14 giugno - Gianni Milano, poeta e pedagogista italiano († 2025)
- 14 giugno - Esko Saira, ex biatleta finlandese
- 15 giugno - Jean-Claude Eloy, musicista e compositore francese
- 15 giugno - Boris Vladimirovič Ermolaev, regista sovietico
- 15 giugno - Vito Fumagalli, storico e politico italiano († 1997)
- 15 giugno - Tony Oxley, batterista britannico († 2023)
- 15 giugno - Jorge Rivero, attore messicano
- 16 giugno - Marzio Barbagli, sociologo italiano
- 16 giugno - Dietrich Braess, matematico tedesco
- 16 giugno - Gennaro Cantiello, militare italiano († 1974)
- 16 giugno - Torgny Lindgren, scrittore svedese († 2017)
- 16 giugno - Calogero Lo Giudice, politico italiano († 2021)
- 16 giugno - Edoardo Müller, direttore d'orchestra e pianista italiano († 2016)
- 16 giugno - Joyce Carol Oates, scrittrice, poetessa e drammaturga statunitense
- 16 giugno - Paolo Pancheri, psichiatra italiano († 2007)
- 16 giugno - Charles B. Pierce, regista, sceneggiatore e produttore cinematografico statunitense († 2010)
- 16 giugno - Michel Raynaud, matematico francese († 2018)
- 16 giugno - Carlo Tognoli, politico e giornalista italiano († 2021)
- 17 giugno - Donald Dell, procuratore sportivo, ex tennista e telecronista sportivo statunitense
- 17 giugno - Lise Fjeldstad, attrice norvegese
- 17 giugno - Györgyi Hegedűs, cestista ungherese († 2020)
- 17 giugno - Grethe Ingmann, cantante danese († 1990)
- 17 giugno - Vladimir Karasev, scacchista russo († 2021)
- 17 giugno - Peter Lowe, artista britannico († 2012)
- 17 giugno - Gladys Priestley, ex nuotatrice canadese
- 17 giugno - Gianni Simoni, magistrato e scrittore italiano († 2024)
- 18 giugno - Salvatore Boccaccio, vescovo cattolico italiano († 2008)
- 18 giugno - Carlo Di Carlo, regista e critico cinematografico italiano († 2016)
- 18 giugno - Vittorio Regeni, ex calciatore italiano
- 18 giugno - Alcides Silveira, calciatore uruguaiano († 2011)
- 18 giugno - Renato Ugo, chimico italiano († 2020)
- 19 giugno - Alberto Falck, imprenditore italiano († 2003)
- 19 giugno - Roberto Gori, calciatore e allenatore di calcio italiano († 2024)
- 19 giugno - Vito Lipari, politico italiano († 1980)
- 19 giugno - Wahoo McDaniel, wrestler e giocatore di football americano statunitense († 2002)
- 20 giugno - Orlando Garro, ex calciatore argentino
- 20 giugno - Fabrizio Luccio, informatico italiano
- 20 giugno - Mickie Most, produttore discografico britannico († 2003)
- 21 giugno - Mihai Albu, cestista e allenatore di pallacanestro rumeno († 2017)
- 21 giugno - Don Black, paroliere britannico
- 21 giugno - Dan Burton, politico statunitense
- 21 giugno - Viktor Krjučkov, attore e regista sovietico
- 21 giugno - Mario Minieri, ciclista su strada italiano († 2022)
- 21 giugno - Renato Nicetto, dirigente sportivo italiano († 2017)
- 22 giugno - Virginio De Paoli, calciatore italiano († 2009)
- 22 giugno - Hanno-Walter Kruft, storico dell'arte tedesco († 1993)
- 22 giugno - Bob Waters, giocatore di football americano statunitense († 1989)
- 23 giugno - Dick Cochran, ex discobolo statunitense
- 23 giugno - Konrad Dorner, ex calciatore tedesco orientale
- 23 giugno - David Kernan, attore britannico († 2023)
- 23 giugno - Marlene José Bento, cestista brasiliana († 2020)
- 23 giugno - Giorgio Mognon, allenatore di calcio e ex calciatore italiano
- 23 giugno - Nino Mormino, avvocato e politico italiano
- 23 giugno - Jesús María Pereda, allenatore di calcio e calciatore spagnolo († 2011)
- 23 giugno - Alan Vega, cantante statunitense († 2016)
- 23 giugno - James Wedderburn, velocista barbadiano
- 24 giugno - Lawrence Block, scrittore statunitense
- 24 giugno - Judy Boucher, cantautrice britannica
- 24 giugno - Abülfaz Elçibay, politico azero († 2000)
- 24 giugno - Boris Lagutin, pugile sovietico († 2022)
- 24 giugno - Lorenzo Pilat, cantante e compositore italiano
- 24 giugno - Vincenzo Pontolillo, dirigente d'azienda italiano († 2021)
- 24 giugno - Edoardo Vianello, cantautore, produttore discografico e attore italiano
- 25 giugno - Augusto Barbera, giurista e ex politico italiano
- 25 giugno - Pedro Bátiz, allenatore di pallacanestro e dirigente sportivo argentino († 2003)
- 25 giugno - Miloš Bojović, cestista, allenatore di pallacanestro e giornalista jugoslavo († 2001)
- 25 giugno - Gianfranco Cecchele, tenore italiano († 2018)
- 25 giugno - Duilio Del Prete, attore, cantautore e cabarettista italiano († 1998)
- 25 giugno - Paul Dijoud, politico e funzionario francese
- 25 giugno - Gianfranco Dioguardi, ingegnere, imprenditore e saggista italiano
- 25 giugno - Giampiero Littera, attore italiano
- 25 giugno - Pietro Rende, politico italiano
- 25 giugno - Yolanda Ventos, ex cestista argentina
- 26 giugno - Giovanni Ferrara, magistrato italiano
- 26 giugno - Margret Göbl, pattinatrice artistica su ghiaccio tedesca († 2013)
- 26 giugno - Roberto Mariani, architetto italiano († 2001)
- 26 giugno - Gianni Minello, regista, sceneggiatore e attore italiano
- 26 giugno - Maria Velho da Costa, scrittrice e insegnante portoghese († 2020)
- 27 giugno - Pietro Adorni, calciatore italiano († 2002)
- 27 giugno - Bruce Babbitt, politico e avvocato statunitense
- 27 giugno - Kathryn Beaumont, attrice e doppiatrice britannica
- 27 giugno - David Hope, avvocato e giudice britannico
- 27 giugno - Evgenij Ivčenko, marciatore sovietico († 1999)
- 27 giugno - Don Kaye, editore statunitense († 1975)
- 27 giugno - Pietro Sambi, arcivescovo cattolico italiano († 2011)
- 28 giugno - József Gelei, allenatore di calcio e ex calciatore ungherese
- 28 giugno - Dieter Glemser, pilota automobilistico tedesco
- 28 giugno - Leon Panetta, politico e ex militare statunitense
- 28 giugno - Roberto Poli, dirigente d'azienda italiano († 2025)
- 29 giugno - Giovanni Bogliolo, francesista e traduttore italiano († 2019)
- 29 giugno - Bill Brown, giocatore di football americano statunitense († 2018)
- 29 giugno - Natalia Kot, ex ginnasta polacca
- 29 giugno - Giampaolo Menichelli, ex calciatore italiano
- 29 giugno - Max Samper, allenatore di calcio e ex calciatore francese
- 30 giugno - Bruno Abbatini, calciatore e allenatore di calcio italiano († 2017)
- 30 giugno - Billy Mills, ex mezzofondista e maratoneta statunitense
- 30 giugno - Mirko Novosel, allenatore di pallacanestro jugoslavo († 2023)
- 30 giugno - Pedro Olea, regista e sceneggiatore spagnolo
- 30 giugno - Jeri Taylor, sceneggiatrice, produttrice televisiva e regista televisiva statunitense († 2024)